# Моидова, Лайлихон
Лайлихон Моидова узб. Лайлихон Моидова (1916-1997) — артистка Ошского Государственного академического узбекского музыкально-драматического театра имени Бобура, народная артистка Киргизской ССР (1953), внесла большой вклад в развитие культуры и искусства Кыргызстана.

## Биография
Лайлихон Моидова родилась 15 мая 1916 года в городе Ош. С 1929 года работала артистом в Ошском узбекском драматическом театре и проработала там 35 лет. Замечательной актрисой Лайлихон Моидовой сыграны более 60 главных ролей. Особенную славу ей принесли образы в спектаклях «Материнское поле» — Толгонай, «Лейли и Межнун» — мать, «Проделки Майсары» — Майсара, «Любовь Яровая» — Любовь Яровая, а также главная роль Раисы в спектакле «Любовь к Родине». В 1939 году участница декады кыргызского искусства и литературы в городе Москве. Кульминационным событием в её жизни были гастроли в 1953 году в города Фрунзе и Чимкент. Сразу же после приезда с гастролей ей было присвоено почётное звание Народная артистка Киргизской ССР.
Талантливая актриса за большой вклад в развитие театрального искусства, сближение узбекской и кыргызской культур несколько раз награждалась грамотами правительства Киргизской ССР.
Лайлихон Моидова умерла 27 января 1997 года в городе Ош. В городе Ош улица, где она проживала названа в её честь.

## Театральные работы
- «Материнское поле» — Толгонай
- «Лейли и Межнун» — мать
- «Проделки Майсары» — Майсара
- «Любовь Яровая» — Любовь Яровая
- главная роль Раисы в спектакле «Любовь к Родине».

## Награды
- Орден Трудового Красного Знамени (7 марта 1960 года)[2].
- Народная артистка Киргизской ССР (1953 год).
- Почётная грамота Президиума Верховного Совета Киргизской ССР.
- Почётная грамота Министерства культуры Киргизской ССР.